# 宾川铁线莲
宾川铁线莲（学名：Clematis pinchuanensis）为毛茛科铁线莲属下的一个种。

## 扩展阅读
維基物種上的相關：宾川铁线莲